# Patrick Rafter
Patrick Michael Rafter (ur. 28 grudnia 1972 w Mount Isa) – australijski tenisista, lider rankingu ATP, zwycięzca wielkoszlemowych US Open w latach 1997 i 1998 w grze pojedynczej i Australian Open w 1999 roku w grze podwójnej, zdobywca Pucharu Davisa z 1999 roku, olimpijczyk z Sydney (2000).

## Kariera tenisowa
Gra Raftera opierała się na dobrym serwisie i jednym z najlepszych wolejów w historii. Styl gry Australijczyka był bardzo widowiskowy.
Jako zawodowy tenisista występował w latach 1991–2001, chociaż decyzję o oficjalnym zakończeniu kariery ogłosił w styczniu 2003.
Rafter wszedł do światowej czołówki w 1997 roku gdy doszedł do finału US Open, i wygrał go w czterech setach z Gregiem Rusedskim. Osiągnięcie to powtórzył rok później, kiedy to w finale pokonał Marka Philippoussisa.
Dnia 26 lipca 1999 roku awansował na pierwsze miejsce rankingu ATP. Utrzymał się na nim jednak przez tydzień. Wcześniej tego roku wygrał deblowe Australian Open w parze z Jonasem Björkmanem. Po tym sukcesie awansował dnia 1 lutego 1999 roku na najwyższą pozycję w klasyfikacji deblowej – nr 6.
W dwóch kolejnych sezonach docierał do finału Wimbledonu, ulegając jednak tym razem Pete'owi Samprasowi i Goranowi Ivaniševiciowi.
Łącznie w swojej karierze wygrał w grze pojedynczej 11 turniejów rangi ATP World Tour oraz awansował do 14 finałów. W grze podwójnej triumfował w 10 imprezach ATP World Tour oraz uczestniczył w 8 finałach.
W 1999 roku Australia zdobyła Puchar Davisa, po pokonaniu w finale Francji. Rafter nie uczestniczył z powodu kontuzji w tej rundzie, podobnie jak i w półfinale, jednak zagrał w meczach 1 rundy przeciwko Zimbabwe i rundzie ćwierćfinałowej przeciwko Stanom Zjednoczonym. W 2000 roku Australijczycy przegrali finał z Hiszpanią i w 2001 z Francją.
W latach 1999 i 2001 wygrał też z drużyną Australii Drużynowy Puchar Świata.
W 2000 roku zagrał na igrzyskach olimpijskich w Sydney, odpadając z turnieju singlowego w 2 rundzie, po porażce z Danielem Nestorem.
W 2002 roku został laureatem nagrody Australijczyk Roku, a w 2006  został uhonorowany miejscem w Międzynarodowej Tenisowej Galerii Sławy.

### Finały w turniejach ATP World Tour
| Legenda                                      |
| -------------------------------------------- |
| Wielki Szlem                                 |
| Igrzyska olimpijskie                         |
| Tennis Masters Cup / ATP Finals              |
| ATP Masters Series / ATP Tour Masters 1000   |
| ATP International Series Gold / ATP Tour 500 |
| ATP International Series / ATP Tour 250      |

#### Gra pojedyncza (11–14)
| Końcowy wynik | Nr  | Data              | Turniej                 | Nawierzchnia    | Przeciwnik            | Wynik finału              |
| ------------- | --- | ----------------- | ----------------------- | --------------- | --------------------- | ------------------------- |
| Finalista     | 1.  | 17 kwietnia 1994  | Hongkong                | Twarda          | Michael Chang         | 1:6, 3:6                  |
| Zwycięzca     | 1.  | 19 czerwca 1994   | Manchester              | Trawiasta       | Wayne Ferreira        | 7:6(5), 7:6(4)            |
| Finalista     | 2.  | 2 marca 1997      | Filadelfia              | Twarda (hala)   | Pete Sampras          | 7:5, 6:7(4), 3:6          |
| Finalista     | 3.  | 13 kwietnia 1997  | Hongkong                | Twarda          | Michael Chang         | 3:6, 3:6                  |
| Finalista     | 4.  | 25 maja 1997      | Sankt Pölten            | Ceglana         | Marcelo Filippini     | 6:7(2), 2:6               |
| Finalista     | 5.  | 17 sierpnia 1997  | New Haven               | Twarda          | Jewgienij Kafielnikow | 6:7(4), 4:6               |
| Finalista     | 6.  | 24 sierpnia 1997  | Long Island             | Twarda          | Carlos Moyá           | 4:6, 6:7(1)               |
| Zwycięzca     | 2.  | 7 września 1997   | US Open, Nowy Jork      | Twarda          | Greg Rusedski         | 6:3, 6:2, 4:6, 7:5        |
| Finalista     | 7.  | 29 września 1997  | Puchar Wielkiego Szlema | Dywanowa (hala) | Pete Sampras          | 2:6, 4:6, 5:7             |
| Zwycięzca     | 3.  | 12 kwietnia 1998  | Ćennaj                  | Twarda          | Mikael Tillström      | 6:3, 6:4                  |
| Zwycięzca     | 4.  | 21 czerwca 1998   | ’s-Hertogenbosch        | Trawiasta       | Martin Damm           | 7:6(2), 6:2               |
| Zwycięzca     | 5.  | 9 sierpnia 1998   | Toronto                 | Twarda          | Richard Krajicek      | 7:6(3), 6:4               |
| Zwycięzca     | 6.  | 16 sierpnia 1998  | Cincinnati              | Twarda          | Pete Sampras          | 1:6, 7:6(2), 6:4          |
| Zwycięzca     | 7.  | 30 sierpnia 1998  | Long Island             | Twarda          | Félix Mantilla        | 7:6(3), 6:2               |
| Zwycięzca     | 8.  | 13 września 1998  | US Open, Nowy Jork      | Twarda          | Mark Philippoussis    | 6:3, 3:6, 6:2, 6:0        |
| Finalista     | 8.  | 16 maja 1999      | Rzym                    | Ceglana         | Gustavo Kuerten       | 4:6, 5:7, 6:7(6)          |
| Zwycięzca     | 9.  | 20 czerwca 1999   | ’s-Hertogenbosch        | Trawiasta       | Andrei Pavel          | 3:6, 7:6(7), 6:4          |
| Finalista     | 9.  | 15 sierpnia 1999  | Cincinnati              | Twarda          | Pete Sampras          | 6:7(7), 3:6               |
| Zwycięzca     | 10. | 25 czerwca 2000   | ’s-Hertogenbosch        | Trawiasta       | Nicolas Escudé        | 6:1, 6:3                  |
| Finalista     | 10. | 9 lipca 2000      | Wimbledon, Londyn       | Trawiasta       | Pete Sampras          | 7:6(10), 6:7(5), 4:6, 2:6 |
| Finalista     | 11. | 12 listopada 2000 | Lyon                    | Dywanowa (hala) | Arnaud Clément        | 6:7(2), 6:7(5)            |
| Finalista     | 12. | 8 lipca 2001      | Wimbledon, Londyn       | Trawiasta       | Goran Ivanišević      | 3:6, 6:3, 3:6, 6:2, 7:9   |
| Finalista     | 13. | 5 sierpnia 2001   | Montreal                | Twarda          | Andrei Pavel          | 6:7(3), 6:2, 3:6          |
| Finalista     | 14. | 12 sierpnia 2001  | Cincinnati              | Twarda          | Gustavo Kuerten       | 1:6, 3:6                  |
| Zwycięzca     | 11. | 19 sierpnia 2001  | Indianapolis            | Twarda          | Gustavo Kuerten       | 4:2 krecz                 |

#### Gra podwójna (10–8)
| Końcowy wynik | Nr  | Data                 | Turniej                    | Nawierzchnia    | Partner            | Przeciwnicy                        | Wynik finału                |
| ------------- | --- | -------------------- | -------------------------- | --------------- | ------------------ | ---------------------------------- | --------------------------- |
| Finalista     | 1.  | 17 kwietnia 1994     | Hongkong                   | Twarda          | Jonas Björkman     | Jim Grabb Brett Steven             | walkower                    |
| Zwycięzca     | 1.  | 22 maja 1994         | Bolonia                    | Ceglana         | John Fitzgerald    | Vojtěch Flégl Andrew Florent       | 6:3, 6:3                    |
| Finalista     | 2.  | 23 października 1994 | Lyon                       | Dywanowa (hala) | Martin Damm        | Jakob Hlasek Jewgienij Kafielnikow | 7:6, 6:7, 6:7               |
| Zwycięzca     | 2.  | 8 stycznia 1995      | Adelaide                   | Twarda          | Jim Courier        | Byron Black Grant Connell          | 7:6, 6:4                    |
| Finalista     | 3.  | 15 października 1995 | Ostrawa                    | Dywanowa (hala) | Guy Forget         | Jonas Björkman Javier Frana        | 7:6, 4:6, 6:7               |
| Finalista     | 4.  | 21 kwietnia 1996     | Bermudy                    | Ceglana         | Pat Cash           | Jan Apell Brent Haygarth           | 6:3, 1:6, 3:6               |
| Zwycięzca     | 3.  | 12 maja 1996         | Pinehurst                  | Ceglana         | Pat Cash           | Ken Flach David Wheaton            | 6:2, 6:3                    |
| Zwycięzca     | 4.  | 5 stycznia 1997      | Adelaide                   | Twarda          | Bryan Shelton      | Todd Woodbridge Mark Woodforde     | 6:4, 1:6, 6:3               |
| Finalista     | 5.  | 16 marca 1997        | Indian Wells               | Twarda          | Mark Philippoussis | Mark Knowles Daniel Nestor         | 6:7, 6:4, 5:7               |
| Finalista     | 6.  | 20 kwietnia 1997     | Tokio                      | Twarda          | Justin Gimelstob   | Martin Damm Daniel Vacek           | 6:2, 2:6, 6:7               |
| Zwycięzca     | 5.  | 15 czerwca 1997      | Londyn                     | Trawiasta       | Mark Philippoussis | Sandon Stolle Cyril Suk            | 6:2, 4:6, 7:5               |
| Finalista     | 7.  | 10 sierpnia 1997     | Cincinnati                 | Twarda          | Mark Philippoussis | Todd Woodbridge Mark Woodforde     | 6:7, 6:4, 4:6               |
| Zwycięzca     | 6.  | 15 marca 1998        | Indian Wells               | Twarda          | Jonas Björkman     | Todd Martin Richey Reneberg        | 6:4, 7:6                    |
| Zwycięzca     | 7.  | 2 sierpnia 1998      | Los Angeles                | Twarda          | Sandon Stolle      | Jeff Tarango Daniel Vacek          | 6:4, 6:4                    |
| Zwycięzca     | 8.  | 31 stycznia 1999     | Australian Open, Melbourne | Twarda          | Jonas Björkman     | Mahesh Bhupathi Leander Paes       | 6:3, 4:6, 6:4, 6:7(10), 6:4 |
| Zwycięzca     | 9.  | 13 czerwca 1999      | Halle                      | Trawiasta       | Jonas Björkman     | Paul Haarhuis Jared Palmer         | 6:3, 7:5                    |
| Zwycięzca     | 10. | 8 sierpnia 1999      | Montreal                   | Twarda          | Jonas Björkman     | Byron Black Wayne Ferreira         | 7:6(5), 6:4                 |
| Finalista     | 8.  | 17 czerwca 2001      | Halle                      | Trawiasta       | Maks Mirny         | Daniel Nestor Sandon Stolle        | 4:6, 7:6(5), 1:6            |

### Osiągnięcia w turniejach Wielkiego Szlema i ATP World Tour Masters 1000 (gra pojedyncza)
| Turniej                     | 1991         | 1992         | 1993         | 1994         | 1995         | 1996         | 1997         | 1998         | 1999         | 2000         | 2001         | Wygrane turnieje | Bilans w turnieju |
| Wielki Szlem                | Wielki Szlem | Wielki Szlem | Wielki Szlem | Wielki Szlem | Wielki Szlem | Wielki Szlem | Wielki Szlem | Wielki Szlem | Wielki Szlem | Wielki Szlem | Wielki Szlem | Wielki Szlem     | Wielki Szlem      |
| --------------------------- | ------------ | ------------ | ------------ | ------------ | ------------ | ------------ | ------------ | ------------ | ------------ | ------------ | ------------ | ---------------- | ----------------- |
| Australian Open             | –            | 1R           | 1R           | 3R           | 4R           | 2R           | 1R           | 3R           | 3R           | –            | SF           | 0 / 9            | 15–9              |
| French Open                 | –            | –            | –            | 4R           | 1R           | 1R           | SF           | 2R           | 3R           | 2R           | 1R           | 0 / 8            | 12–8              |
| Wimbledon                   | –            | –            | 3R           | 2R           | 1R           | 4R           | 4R           | 4R           | SF           | F            | F            | 0 / 9            | 29–9              |
| US Open                     | –            | –            | 1R           | 3R           | 2R           | 1R           | W            | W            | 1R           | 1R           | 4R           | 2 / 9            | 20–7              |
| Bilans spotkań              | 0–0          | 0–1          | 2–3          | 8–4          | 4–4          | 4–4          | 15–3         | 13–3         | 9–4          | 7–3          | 14–4         | N/A              | 76–33             |
| ATP World Tour Finals       |              |              |              |              |              |              |              |              |              |              |              |                  |                   |
| ATP World Tour Finals       | –            | –            | –            | –            | –            | –            | RR           | –            | –            | –            | RR           | 0 / 2            | 2–4               |
| ATP World Tour Masters 1000 |              |              |              |              |              |              |              |              |              |              |              |                  |                   |
| Indian Wells                | –            | –            | 1R           | 3R           | 3R           | –            | 1R           | 3R           | 2R           | 2R           | QF           | 0 / 8            | 9–8               |
| Miami                       | –            | –            | –            | SF           | 3R           | –            | 1R           | 2R           | 3R           | 4R           | SF           | 0 / 7            | 13–7              |
| Monte Carlo                 | –            | –            | –            | –            | 1R           | –            | –            | –            | –            | –            | –            | 0 / 1            | 0–1               |
| Rzym                        | –            | –            | –            | 1R           | 1R           | –            | 2R           | 1R           | F            | 1R           | –            | 0 / 6            | 6–6               |
| Hamburg                     | –            | –            | –            | –            | 2R           | –            | –            | –            | –            | 1R           | –            | 0 / 2            | 1–2               |
| Montreal/Toronto            | –            | –            | –            | 1R           | 2R           | QF           | 2R           | W            | QF           | QF           | F            | 1 / 8            | 20–7              |
| Cincinnati                  | –            | –            | 1R           | 1R           | 3R           | 2R           | 3R           | W            | F            | –            | F            | 1 / 8            | 19–7              |
| Sztokholm/Stuttgart         | –            | –            | –            | 2R           | –            | –            | SF           | 3R           | –            | 2R           | –            | 0 / 4            | 4–4               |
| Paryż                       | –            | –            | –            | 1R           | –            | –            | 3R           | 3R           | –            | 3R           | –            | 0 / 4            | 3–4               |
| Ranking na koniec sezonu    |              |              |              |              |              |              |              |              |              |              |              |                  |                   |
|                             | 293          | 243          | 66           | 20           | 66           | 62           | 2            | 4            | 16           | 15           | 7            | N/A              | N/A               |

Legenda
     W, wygrał turniej
     F, przegrał w finale
     SF, przegrał w półfinale
     QF, przegrał w ćwierćfinale
     4R, 3R, 2R, 1R przegrał w IV, III, II, I rundzie
     RR, odpadł w fazie grupowej
     –, nie startował w turnieju głównym